# مورتون، داربی‌شر
مورتون (به انگلیسی: Morton) یک روستا و محله مدنی در بریتانیا است که در North East Derbyshire واقع شده‌است. مورتون ۱٬۱۹۵ نفر جمعیت دارد.